# 謝潑德 (蒙大拿州)
謝潑德（英語：Shepherd）是位於美國蒙大拿州黃石縣的普查規定居民點。

## 歷史
謝潑德的郵局自1915年營運至今。

## 人口
根據2020年美國人口普查的數據，謝潑德的面積為5.76平方千米，皆為陸地。當地共有人口507人，而人口密度為每平方千米88.02人。